# 파울 셰퍼
파울 셰퍼 슈나이더(독일어: Paul Schäfer Schneider:  1921년 12월 4일 – 2010년 4월 24일)는 나치의 아동강간범이며, 칠레 남부에 세워진 독일인 이주자들의 기독교 신앙촌 콜로니아 디그니다드의 교주였다. 셰퍼는 콜로니아 디그니다드 주민들에 대한 아동강간, 고문 외에도 아우구스토 피노체트의 군사정권과 협력해서 무기밀수, 반체제인사 고문 등에 협조했다. 피노체트 독재정권이 무너진 뒤 1996년 체포영장이 발부되어 8년간 잠행한 끝에 2005년 체포되었다. 이후 여생을 칠레의 감옥에서 보내다 2010년 죽었다.